# Larry B. Williams
Pour les articles homonymes, voir Williams.
Larry B. Williams est un producteur, acteur et scénariste américain né le 7 mai 1949 à Richmond, Virginie (États-Unis).

## Filmographie

### comme producteur
- 1994 : L'Irrésistible North (North) : Alaskan Pilot

### comme acteur
- 1981 : Joe Dancer: The Big Trade (TV)
- 1982 : La Cage aux poules (The Best Little Whorehouse in Texas) : Melvin's Crew
- 1983 : Tiger Town (TV) : Bus Driver
- 1983 : Happy (TV) : Scoop
- 1985 : Vol d'enfer (The Aviator) : Second Officer

### comme scénariste
- 1983 : Happy (TV)